# ハノーファー大学

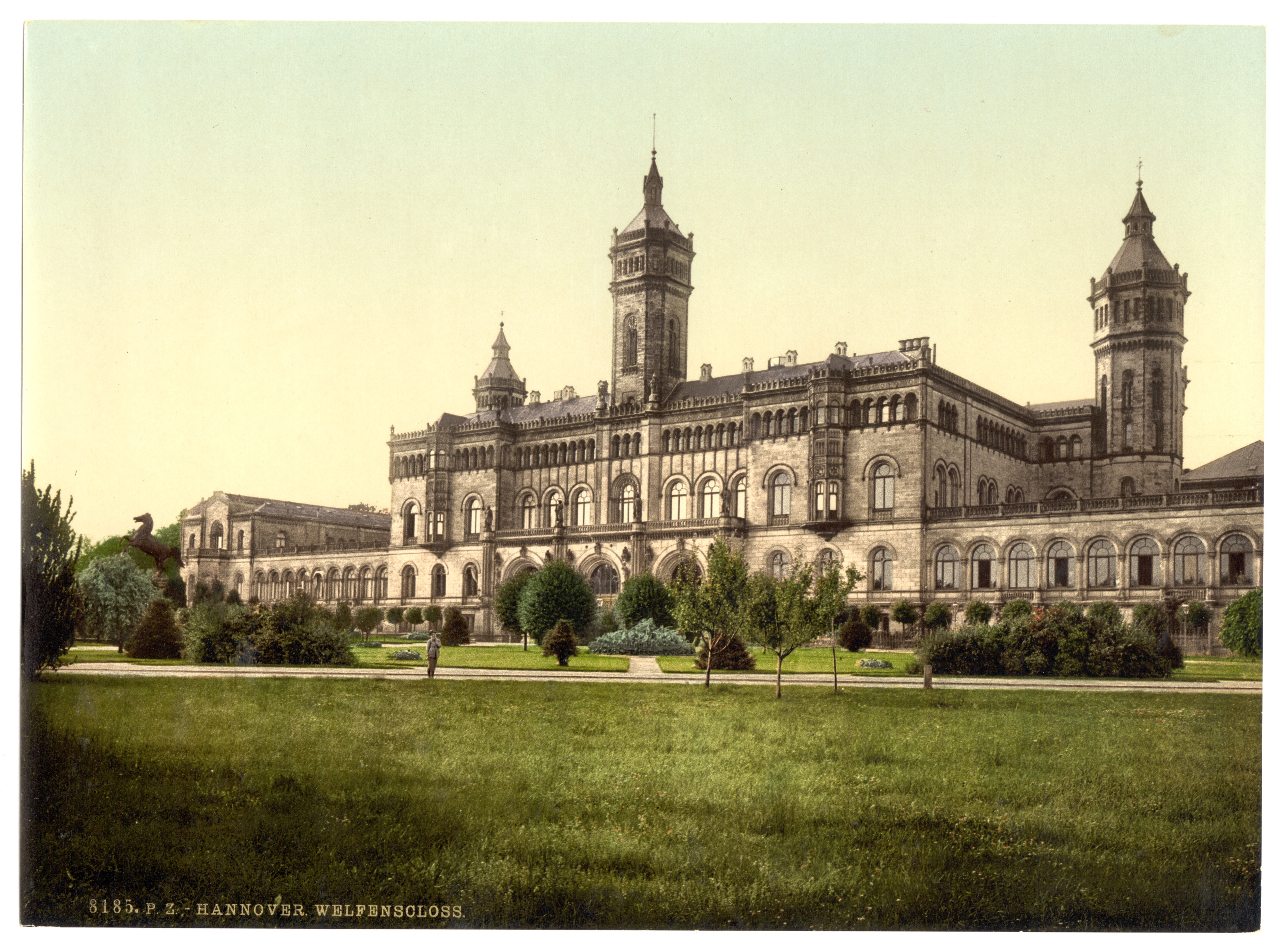
1895年ごろのベルフェン庭園中心部のヴェルフ城（現:ハノーファー大学）

ハノーファー大学（ドイツ語: Gottfried Wilhelm Leibniz Universität Hannover、Leibniz Universität Hannover、略称LUH）は、ドイツのニーダーザクセン州の州都ハノーファーにある総合公立大学である。元々は工科大学であったため、ドイツの工科大学連合TU9のメンバ一校でもある。別名ライプニッツ・ハノーファー大学、ハノーバー大学と表記されることもある。

## 概要
1831年にウィーンの帝国王立高等工業学校（のちのウィーン工科大学）の教育者だったカール・カルマルシュ（Karl Karmarsch）によって、ハノーファー高等専門学校（Höhere Gewerbeschule）として創立された。1847年の技術学校（Polytechnische Schule）を経て、1879年にプロイセン王国管轄の王立工科大学（Königliche Technische Hochschule）となった。1921年にハノーファー工科大学（Technische Hochschule Hannover）に改称し、1968年にTechnische Universitätとしての工科大学となった。1978年に現在のハノーファー大学（Leibniz Universität Hannover）となった。
9つの学部、190以上の学位課程数を有し、ニーダザクセンザクセン州ではゲッティンゲン大学に次ぎ、2番目の規模である。学内の施設の1つに、16の州と共同で運営しているドイツ国立科学技術図書館があり、世界最大規模の科学技術系図書館として広く知られている。
2023年現在、工学、自然科学、人文科学、社会科学、法律学、経済学の各分野の学生、約28,000人が在籍する。複数の研究所を持ち、特に放射生態・放射線防護研究所(The Institute for Radioecology and Radiation Protection (IRS))は、毎年1000名以上の放射線防護官のトレーニングを行い、放射性汚染および放射性廃棄物の健康リスクなどの研究を行っている。

## 過去に所属した教授
- アルヴィン・ザイフェルト
- カール・ルンゲ
- ジークフリート・ブレッヘルト
- フリードリッヒ・ベルギウス
- ローター・コラッツ

## 主な卒業生
- デイヴィッド・マカリスター - ドイツの政治家、元ニーダーザクセン州首相
- フリッツ・シュトラスマン- ドイツの物理学者、オットー・ハーンと共にウランの原子核分裂を発見
- レント・ホフステード・クルル - オランダの電気技術者で、電気設備・発電所建設のパイオニア
- ヴィルヘルム・ブッシュ - ドイツの風刺画家・詩人
- トーマス・クヴァストホフ - ドイツのバス・バリトン歌手

## 日本における協定校
- 岡山大学

### 部局間協定
- 鈴鹿工業高等専門学校